# Colonia Lázaro Cárdenas, Medellín
Colonia Lázaro Cárdenas är en ort i Mexiko.   Den ligger i kommunen Medellín och delstaten Veracruz, i den sydöstra delen av landet, 300 km öster om huvudstaden Mexico City. Colonia Lázaro Cárdenas ligger 12 meter över havet och antalet invånare är 511.
Terrängen runt Colonia Lázaro Cárdenas är mycket platt. Runt Colonia Lázaro Cárdenas är det ganska tätbefolkat, med 230 invånare per kvadratkilometer. Närmaste större samhälle är Veracruz, 14,3 km norr om Colonia Lázaro Cárdenas. Trakten runt Colonia Lázaro Cárdenas består till största delen av jordbruksmark.